# Nava del Rey
Nava del Rey ist eine nordspanische Stadt und eine Gemeinde (municipio) mit 1.925 Einwohnern (Stand: 2024) in der Provinz Valladolid in der autonomen Region Kastilien-León. 

## Lage
Nava del Rey liegt in der kastilischen Hochebene in einer Höhe von etwa 700 m. Die Provinzhauptstadt Valladolid befindet sich gut 50 km (Fahrtstrecke) nordöstlich. Das Klima im Winter ist durchaus kalt, im Sommer dagegen warm bis heiß; die spärlichen Regenfälle (ca. 452 mm/Jahr) fallen verteilt übers ganze Jahr.

## Bevölkerungsentwicklung
| Jahr      | 1970 | 1981 | 1991 | 2001 | 2011 | 2021 |
| Einwohner | 2898 | 2538 | 2355 | 2237 | 2112 | 1968 |

Der deutliche Bevölkerungsanstieg im 20. Jahrhundert ist im Wesentlichen auf die Zuwanderung aus den ländlichen Gebieten in der Umgebung zurückzuführen (Landflucht).

## Wirtschaft
Die Einwohner der Stadt betreiben seit Jahrhunderten überwiegend Landwirtschaft, Handwerk, Kleinhandel und Dienstleistungen aller Art. Seit den 1960er Jahren spielen auch der innerspanische und internationale Tourismus eine immer größer werdende Rolle im Wirtschaftsleben der Stadt.

## Sehenswürdigkeiten

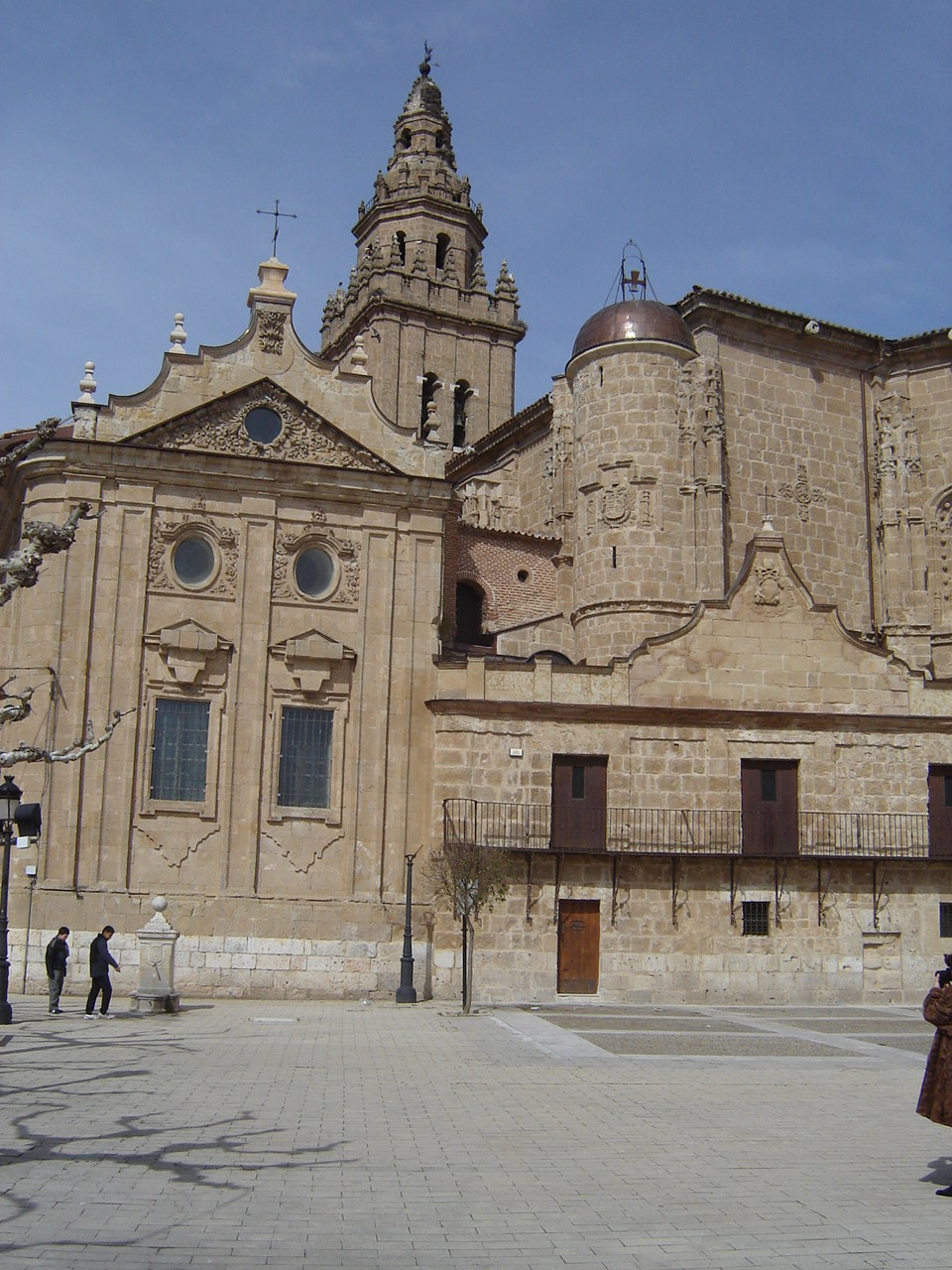
Johanneskirche
- Marienkapelle
- Kreuzkapelle
- alter Franziskanerkonvent
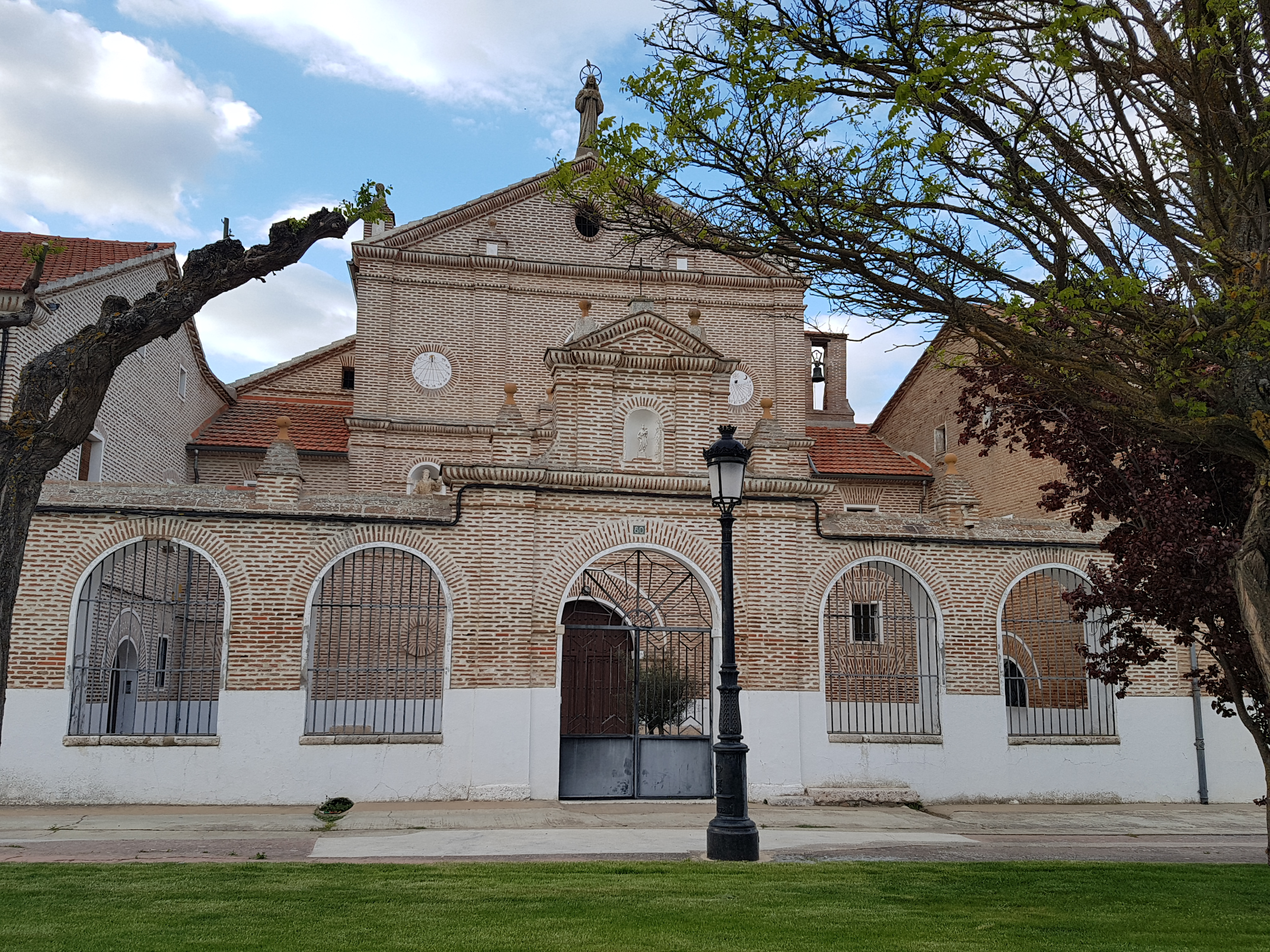
Kapuzinerkonvent
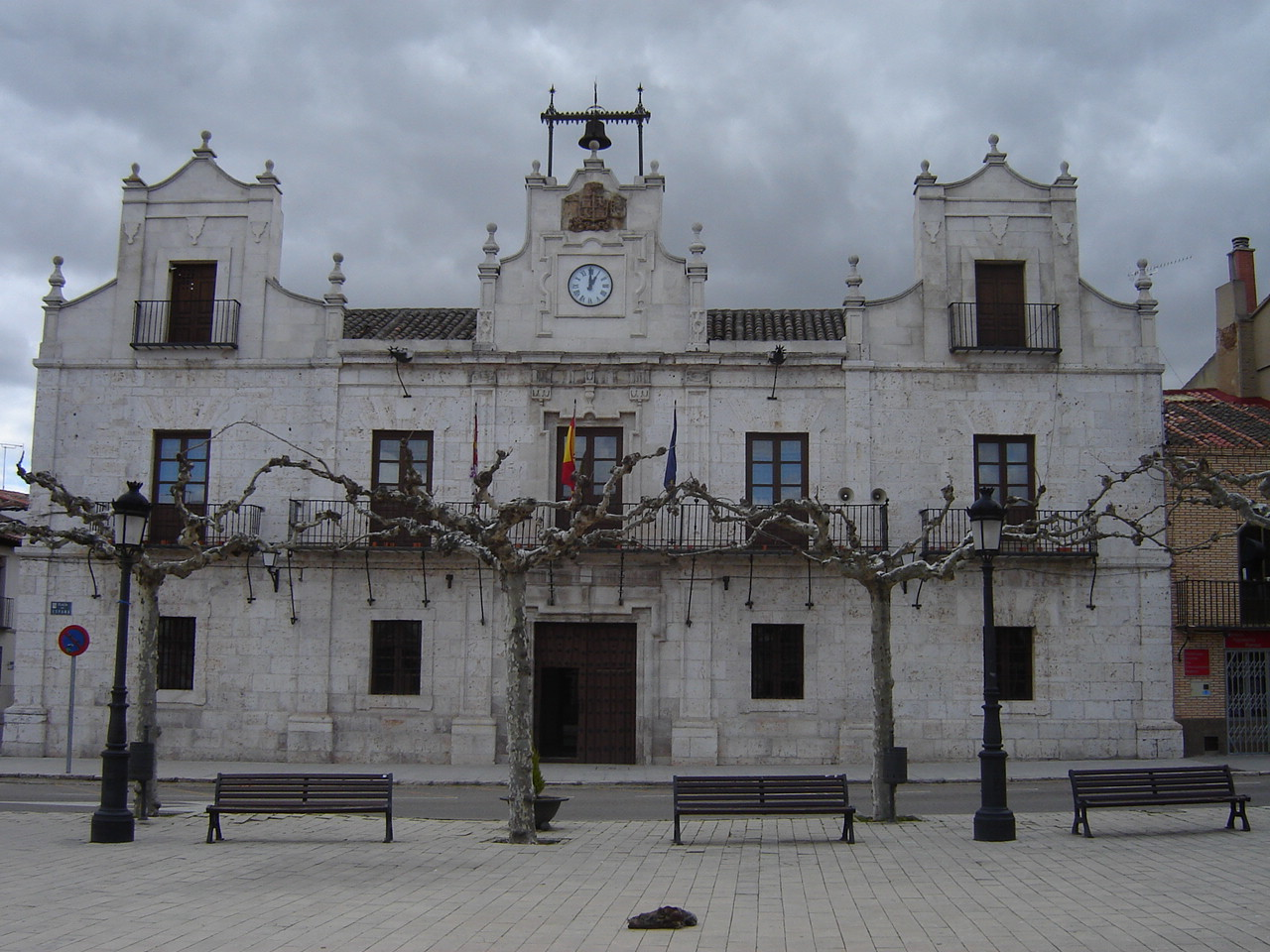
Rathaus

- Johanneskirche
- Kapuzinerkonvent
- Rathaus

## Persönlichkeiten
- Mateo Alonso de Leciniana (1702–1745), Dominikanermönch, Märtyrer von Tonkin
- Luis Salvador Carmona (1708–1767), Bildhauer
- Agustín González Pisador (1709–1791), Bischof von Oviedo (1761–1791)
- José Salvador Carmona (um 1730–um 1800), Bildhauer
- Manuel Salvador Carmona (1734–1820), Kupferstecher
- Ulpiano Muñoz Zapata (1841–1921), Architekt
- Juan Antonio Salvador Carmona (1740–1805), Kupferstecher